# Bundesverband Kulturarbeit in der evangelischen Jugend
Der Bundesverband Kulturarbeit in der evangelischen Jugend e.V. (bka) ist der Fachverband für kulturelle Jugendbildung in der evangelischen Jugend in Deutschland. Er wird durch den Zusammenschluss von über 20 Organisationen in der evangelischen Jugend gebildet, die Jugendkulturarbeit in unterschiedlichsten Genres betreiben. Aufgabe und Ziel des Bundesverbandes ist die Unterstützung und Interessenvertretung seiner Mitgliedsorganisationen und deren Arbeitsfelder sowie die Vernetzung und der fachliche Austausch unter den Mitgliedern. Vorsitzende des Bundesverband Kulturarbeit in der evangelischen Jugend e.V. sind derzeit Lars Schwenzer aus Dresden, sowie die Beisitzer Elke Kaika aus Schwerte und Sebastian Kuhle Friedensau.

## Tätigkeitsschwerpunkte
Mit seinem breiten Angebot an Projekten und Fortbildungsangeboten in den Bereichen Musik, Spiel, Theater, Ästhetische Bildung und Medien ist der bka in nahezu allen Bereichen kirchlicher Jugendbildungsarbeit aktiv. Der Verband unterstützt länderübergreifende Veranstaltungen wie das „Bildungsforum Internationaler Spielmarkt Potsdam“, die bundesweite Theater- und Bandarbeit und die Förderung von Bundesverbänden der kirchlichen kulturellen Jugendbildungsarbeit. Der bka entwickelt genre- und altersübergreifende Konzepte zur Qualifizierung von ehren- und hauptamtlichen Mitarbeitenden in der Bildungs- und Jugendkulturarbeit. Die vom bka geförderten Projekte dienen der Vernetzung regionaler Strukturen mit bundes- und europaweit relevanten Themen.
Der Verband ist seit 2008 mit einem neu entwickelten und von der „Stiftung Deutsche Jugendmarke“ mitfinanzierten Modellprojekt einer Modularen Kompaktausbildung unter dem Motto „Kulturelle Kompetenz und kreative Gestaltung©“ auf dem Fortbildungsmarkt präsent und erfolgreich aktiv. Das Modellprojekt ist gekoppelt mit der Durchführung von Angeboten zum Erwerb des „Kompetenznachweises Kultur“ (KNK) der Bundesvereinigung Kulturelle Kinder- und Jugendbildung (BKJ). Der bka ist Träger einer der Servicestellen zum Kompetenznachweis Kultur.
Der bka war/ist Träger des Jugendnetzwerkes „CrossOver“ und der Initiative „Coole Monkeys – gegen Mobbing im Schüleralltag“, deren Projekte unter anderem mit dem zweiten Platz des Jugendkulturpreises NRW 2006 sowie dem ersten Preis (2010) („Respekt für dich, für mich für uns!“) und dritten Preis (2008) („Abseits – Mobbing unter Jugendlichen“) des Innovationspreises 'Bestof' des Hessischen Jugendrings (hjr) ausgezeichnet wurde. Auch in Bayern wurde hierzu erfolgreich ein Projekt durchgeführt. „Krasse Klasse – Musical gegen Mobbing im Schulalltag“ wurde in Kooperation der Evangelischen Jugend Bad Windsheim und der Staatlichen Wirtschaftsschule Bad Windsheim durchgeführt und mit dem 1. Preis der Elternvereinigung Bayrischer Wirtschaftsschulen ausgezeichnet. Eine aus den Projekten entstandene Materialsammlung für die Pädagogische Praxis (DVD und Audio-CD) kann für 10,00 € bestellt werden. Die Arbeit des bka wird gefördert vom Bundesministerium für Familie, Senioren, Frauen und Jugend.

## Geschichte
Der bka hat seinen Ursprung in den Jahren nach dem Zweiten Weltkrieg. Im Jahr 1950 schlossen sich die Verbände, Werke und Einrichtungen der „Arbeitsgemeinschaft der Evangelischen Jugend Deutschlands“ (AG EJD) zusammen und gründeten die „Arbeitsgemeinschaft Musik für evangelische Jugendmusik“. Diese benannte sich 1962 in „Arbeitsgemeinschaft Musik in der evangelischen Jugend“ (AGM) um. 1971 wurde die Gründung eines eingetragenen Vereins beschlossen. 1991 schlossen sich die 1982 gegründete AGM (Ost) und die AGM (West) zusammen. Im Jahr 2000 wurde der Name des Vereins im Zuge einer Satzungsreform in „Arbeitsgemeinschaft Musik – Bundesverband für christliche Jugendkultur“ geändert.
2004 integrierte der Verein das bundesverbandliche Profil der Arbeitsgemeinschaft Spiel (AGS), die 1947 als „Arbeitsgemeinschaft für Evangelisches Laienspiel“ gegründet und 1951 als „Arbeitsgemeinschaft Spiel in der Evangelischen Jugend (AGS)“ registriert wurde. Seit dem Zusammenschluss von AGS und AGM trägt der Verein seinen neuen Namen „Bundesverband Kulturarbeit in der evangelischen Jugend e.V.“ (bka).

## Mitglieder
Im Verein sind insgesamt 20 bundes- und landesweit tätige Verbände und Institutionen und Initiativen organisiert. Die Verbände sichern in ihrer Breite und mit Hilfe ihrer fachlichen Kompetenz die Vielfalt und Qualität der Jugendkulturarbeit im Bundesverband Kulturarbeit in der evangelischen Jugend und können nicht zuletzt durch den Verbund im bka bundesweit wirksam werden.
Bundesverbände
- Bund Christlicher Posaunenchöre Deutschlands
- Christlicher Sängerbund
- Freikirche der Siebenten-Tags-Adventisten

Landesjugendpfarrämter/Ämter für Jugendarbeit
- Amt für kirchliche Dienste der Evangelischen Kirche in Berlin-Brandenburg
- Amt für Jugendarbeit der Evangelischen Kirche im Rheinland
- Amt für Jugendarbeit der Evangelischen Kirche von Westfalen
- Evangelische Kirche von Kurhessen-Waldeck, Referat Kinder und Jugendarbeit
- Zentrum Verkündigung der EKHN, Fachbereich Kinder- und Jugendarbeit
- Landesjugendpfarramt Sachsen (Evangelisch-Lutherische Landeskirche Sachsens)
- Arbeitsbereiche „Experimentelle Bildungsräume“ und „musikplus“ im Evangelischen Jugendwerk in Württemberg
- Kinder- und Jugendpfarramt der Föderation Evangelischer Kirchen in Mitteldeutschland

Landesarbeitsgemeinschaften
- Gemeindejugendwerk Berlin-Brandenburg
- Arbeitsgemeinschaft Musik-Mecklenburg

weitere Institutionen und Initiativen
- Netzwerk Spiel und Kultur – Playing Arts e.V., Gelnhausen
- Spiel & Theater Werkstatt Frankfurt/Main
- Studienzentrum für evangelische Jugendarbeit in Josefstal e.V.
- Tor-Weg-Wohnung e.V. – Gutshof für Spiel und Theater, Hohensolms
- dell’arte e.V., Hamburg
- Theologische Hochschule Friedensau, Friedensau
- Junges Theater Wachenbuchen

## Vertretung in anderen Fachorganisationen
Der Verein ist in den folgenden Fachorganisationen der kulturellen Jugendarbeit vertreten:
- Arbeitsgemeinschaft der Evangelischen Jugend in Deutschland, aej
- Bundesvereinigung Kulturelle Kinder- und Jugendbildung (BKJ)
- Archiv der Jugendkulturen
- Bundesverband Theaterpädagogik (BUT)
- Deutscher Musikrat
- Deutscher Kulturrat
- Chorverband in der Evangelischen Kirche in Deutschland